# Sẻ Gouldia
Sẻ Gouldia (danh pháp hai phần: Erythrura gouldiae) là một loài chim bản địa Úc.

## Phân loại
Sẻ Gouldia đã được mô tả bởi nghệ sĩ nghiên cứu chim của Anh John Gould năm 1844 và được đặt tên theo vợ của ông là Elizabeth. Nó cũng được biết đến ở Mỹ là Sẻ cầu vồng (tiếng Anh: Finch Rainbow), Sẻ bà Gould (mặc dù bà Gould không có danh xưng Lady). Ở Úc, nó chủ yếu được gọi là sẻ Gouldia. Nó là một thành viên của họ Estrildidae, mà đôi khi được coi là một phân họ của Passeridae.

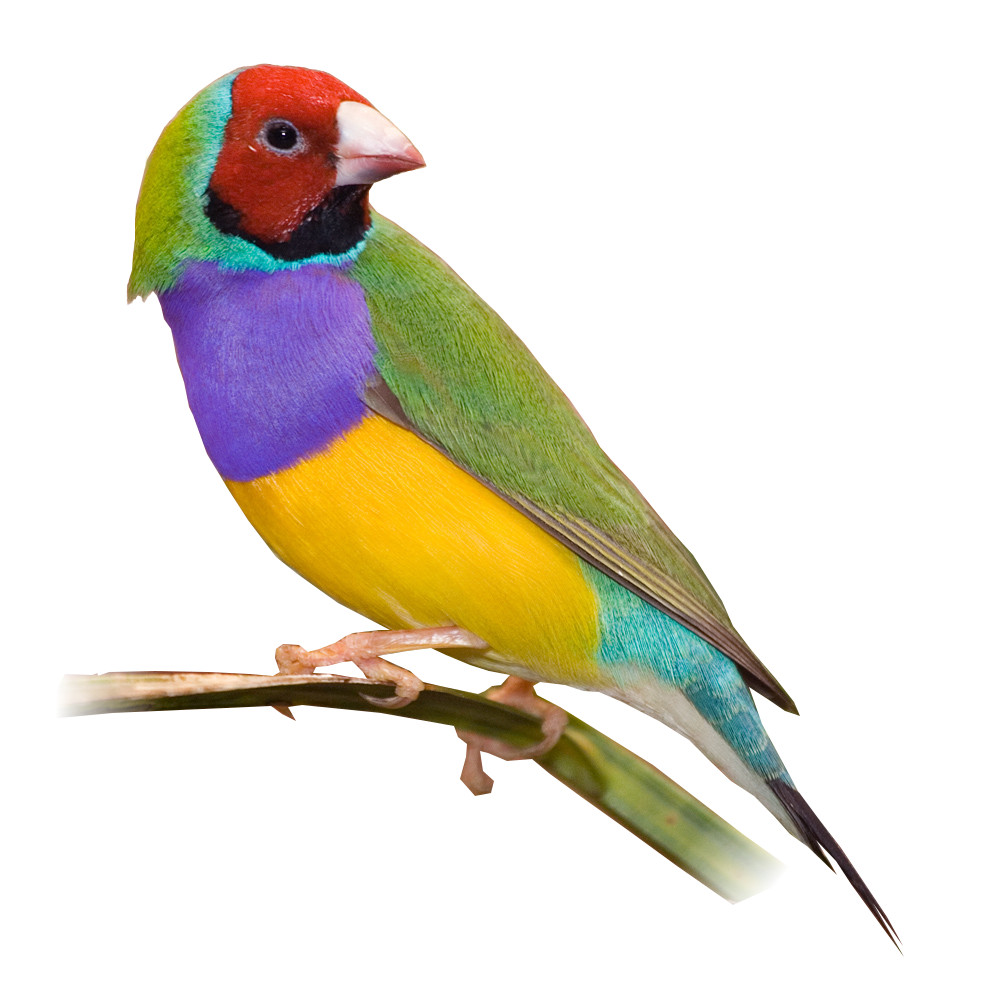
con trống, đầu đỏ
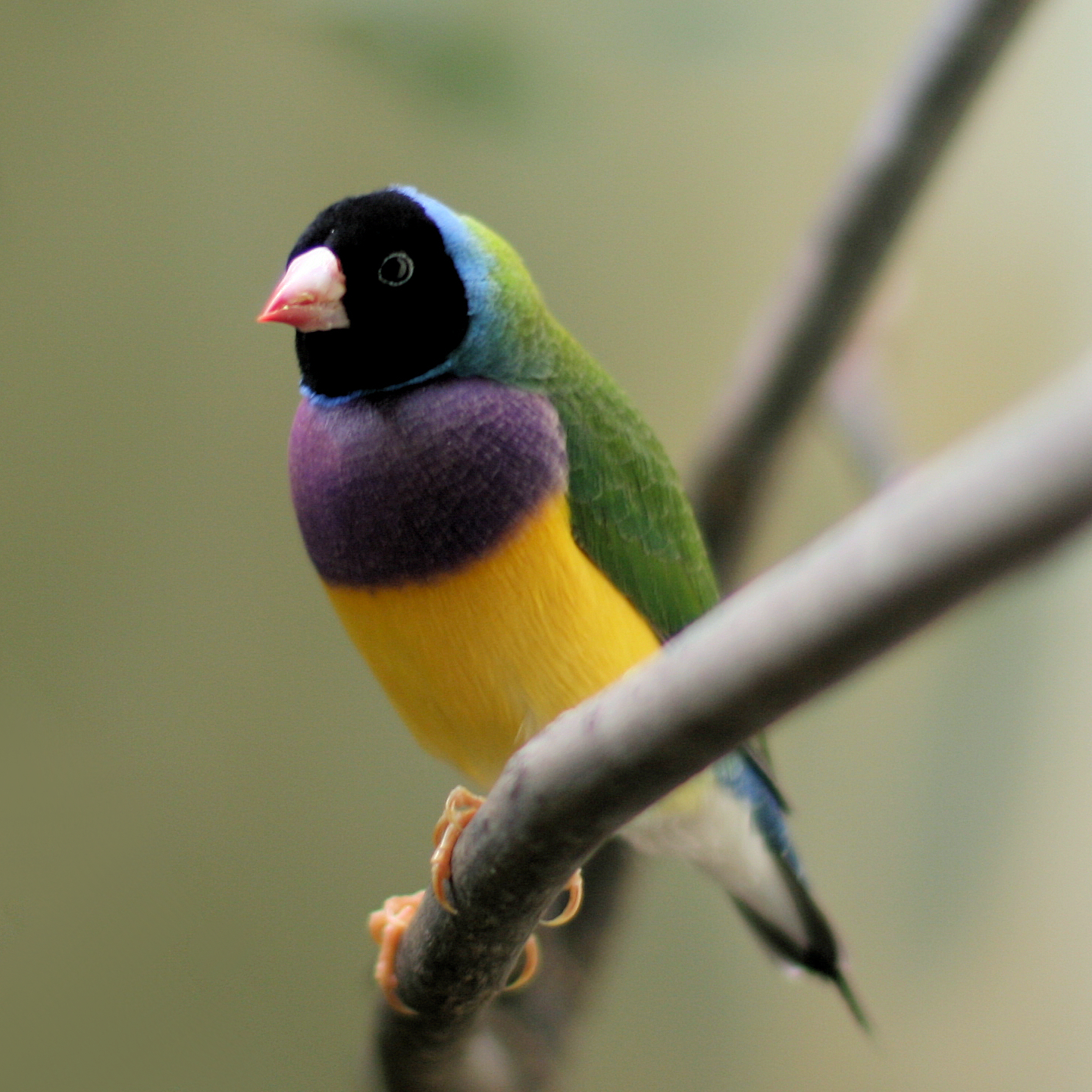
con trống, đầu đen
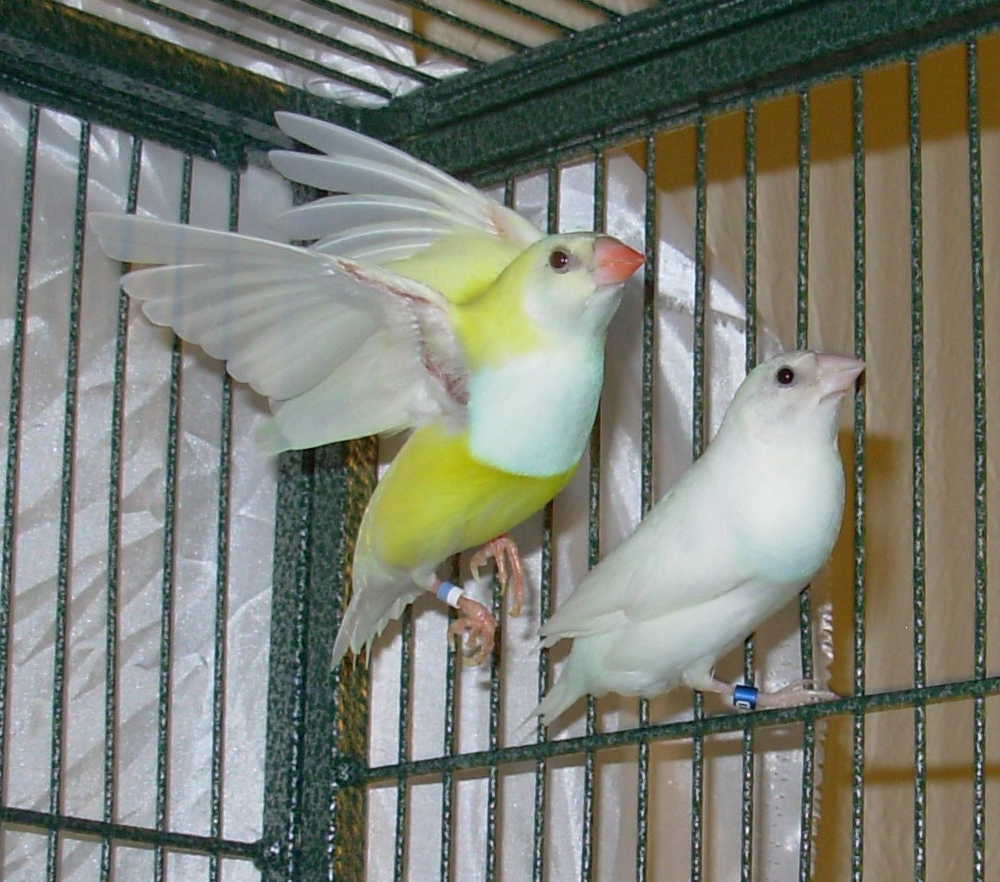
con mái, chim sẻ Gouldian trắng và đột biến vàng
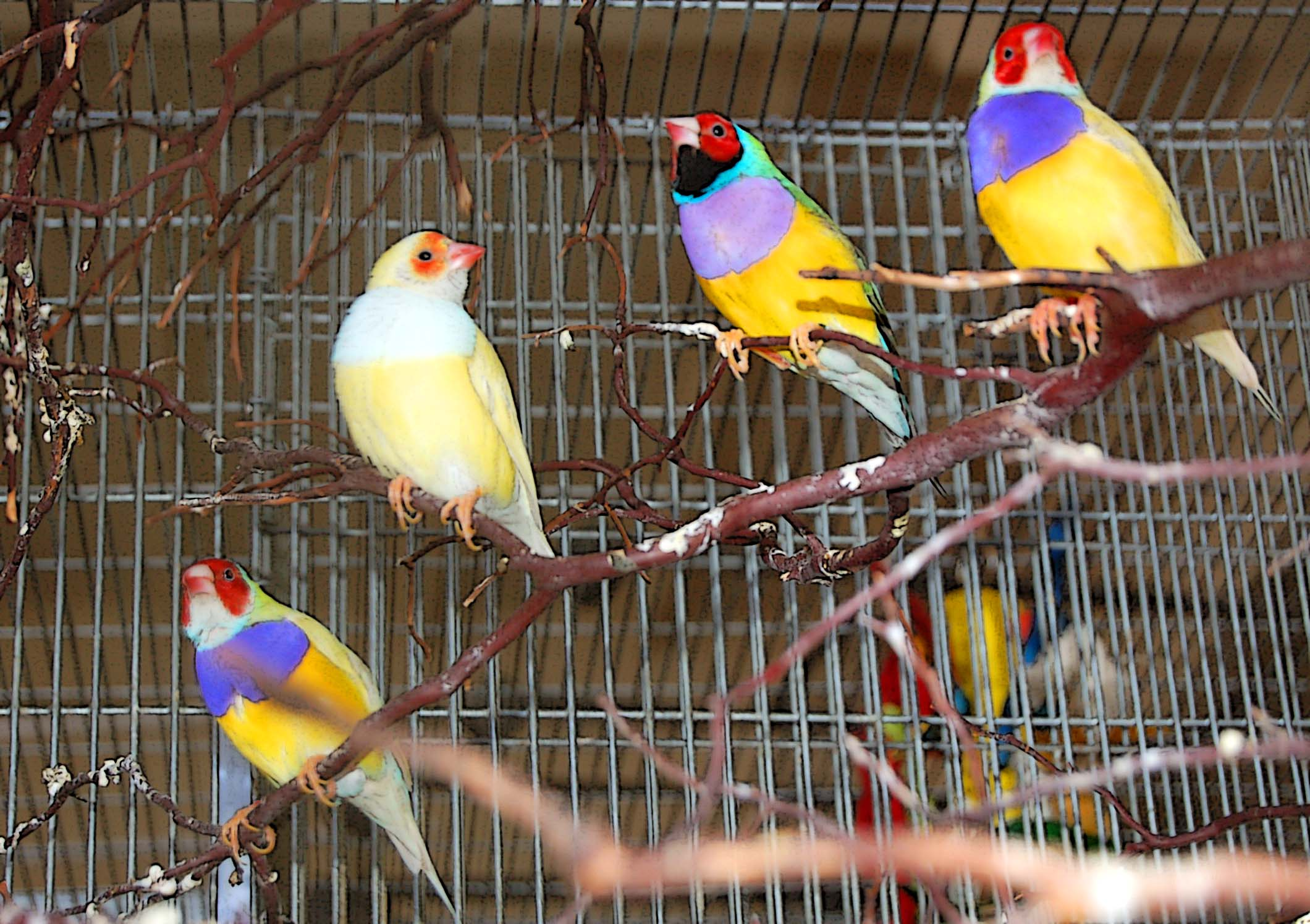
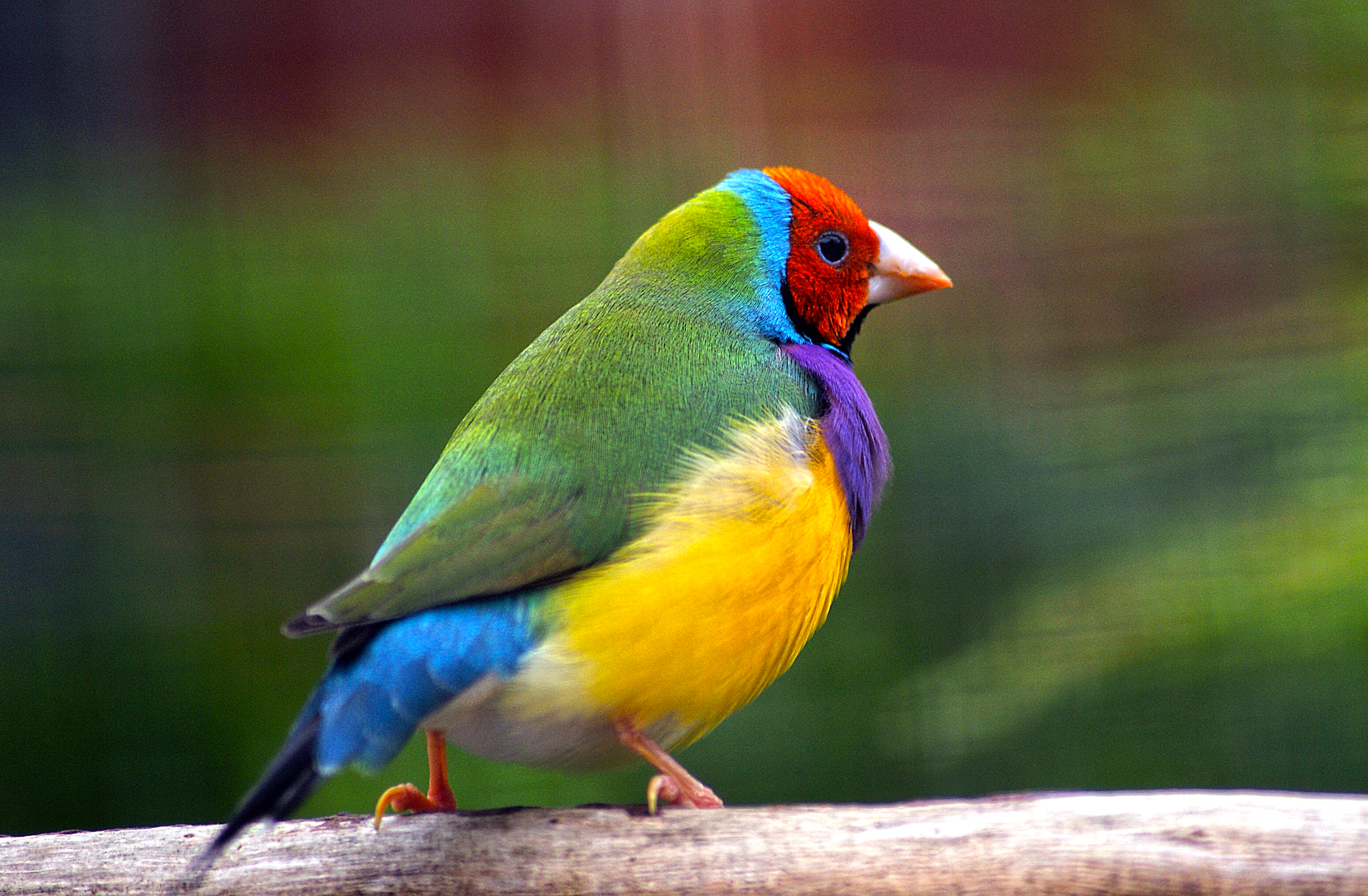
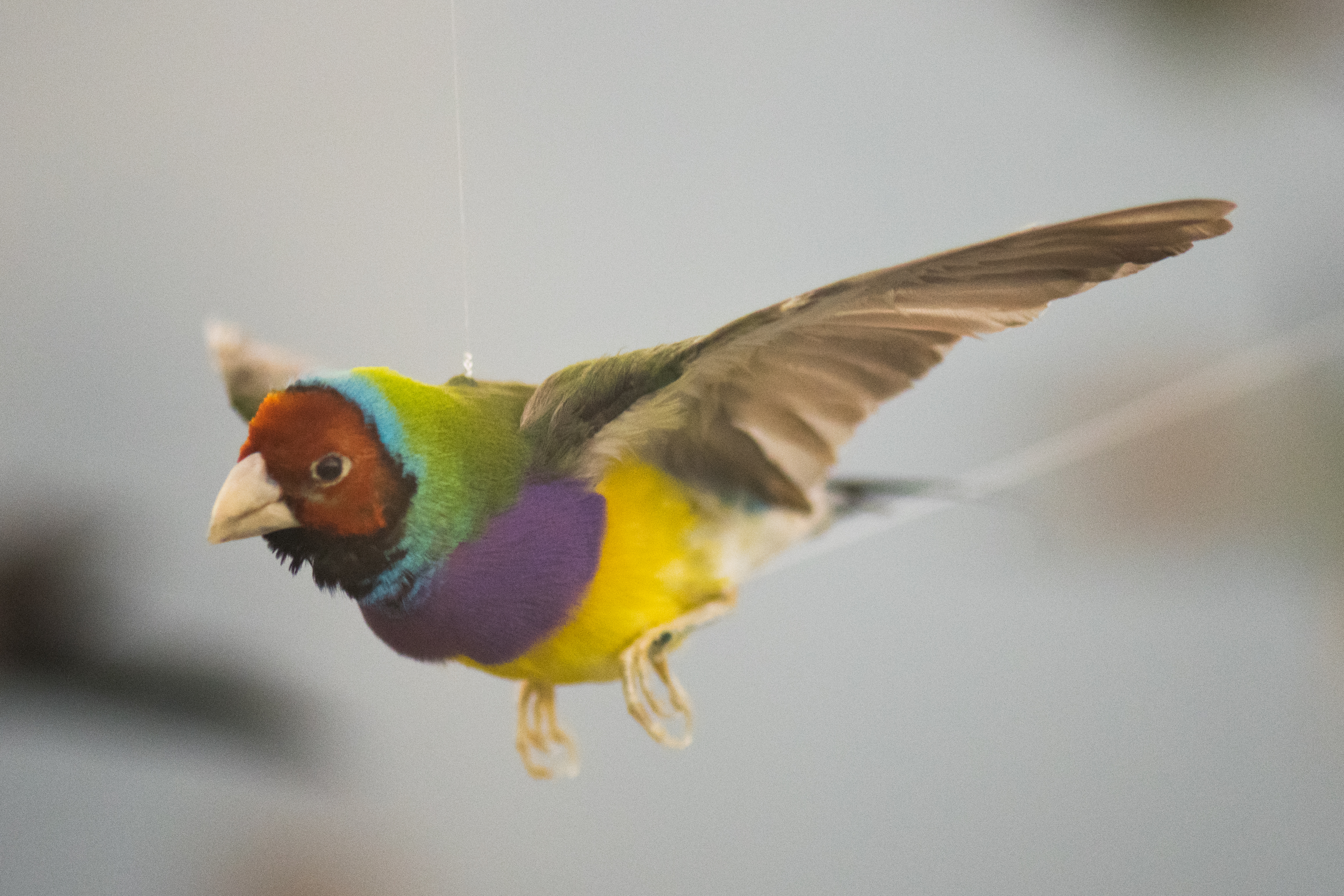
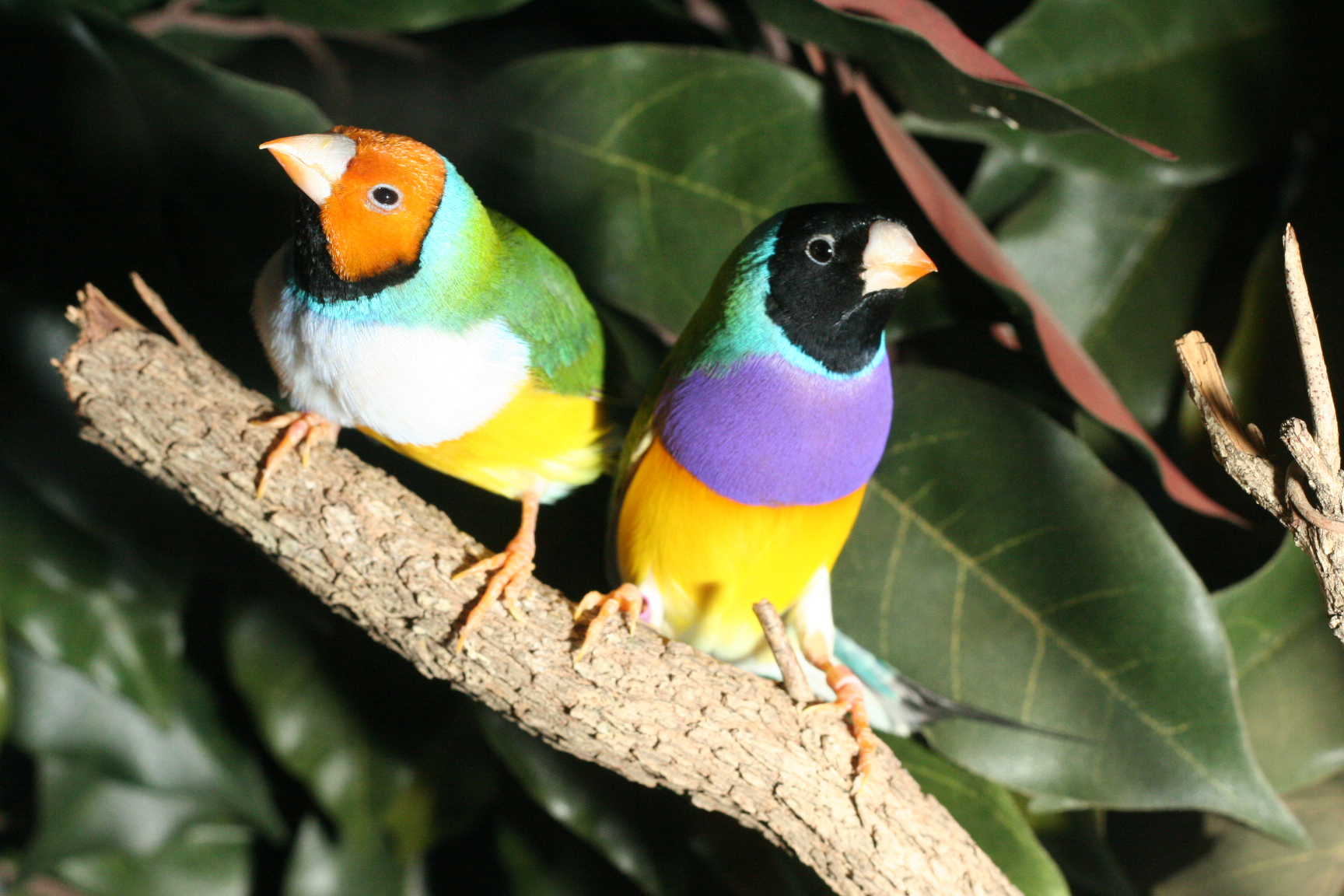
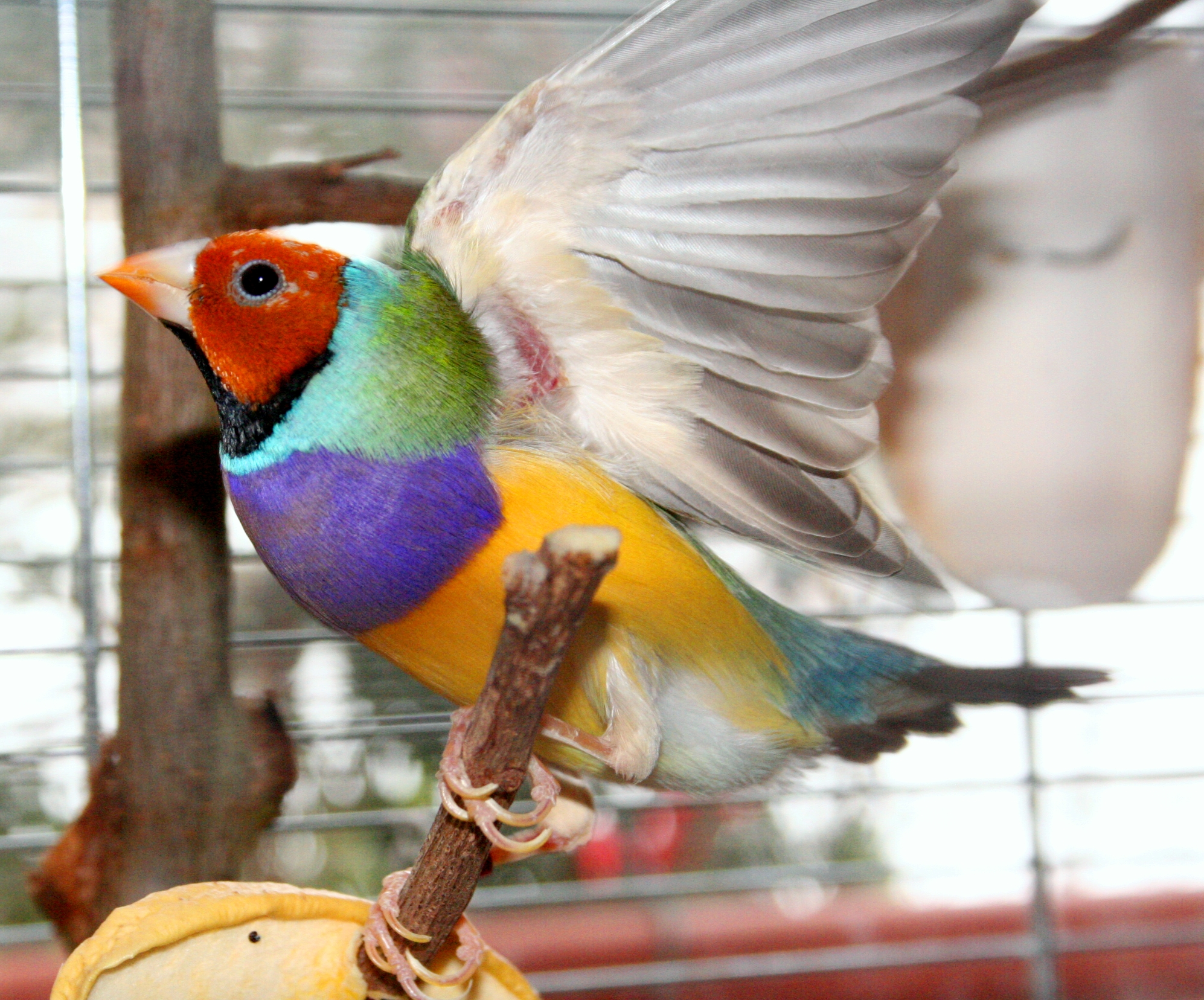
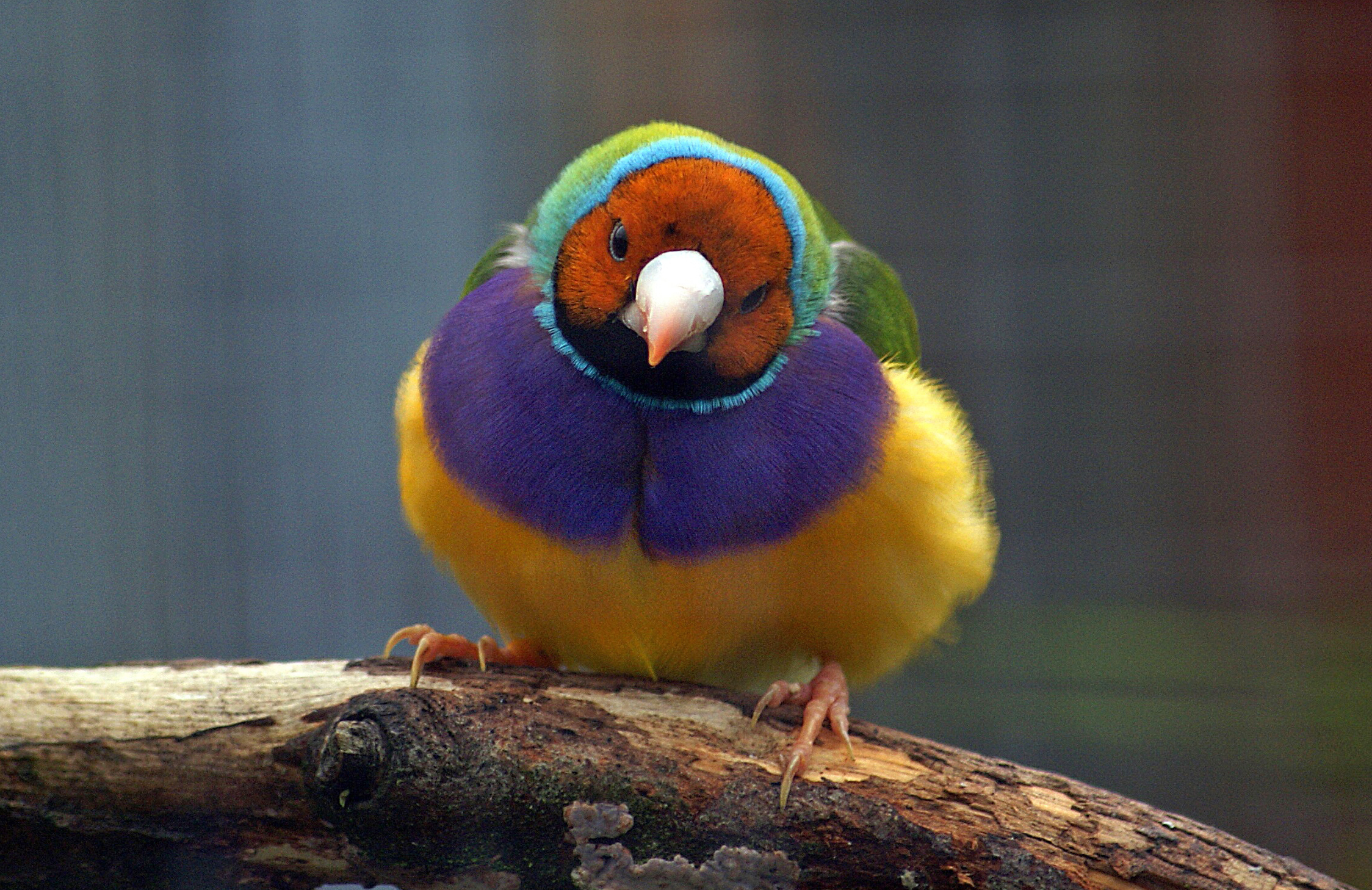
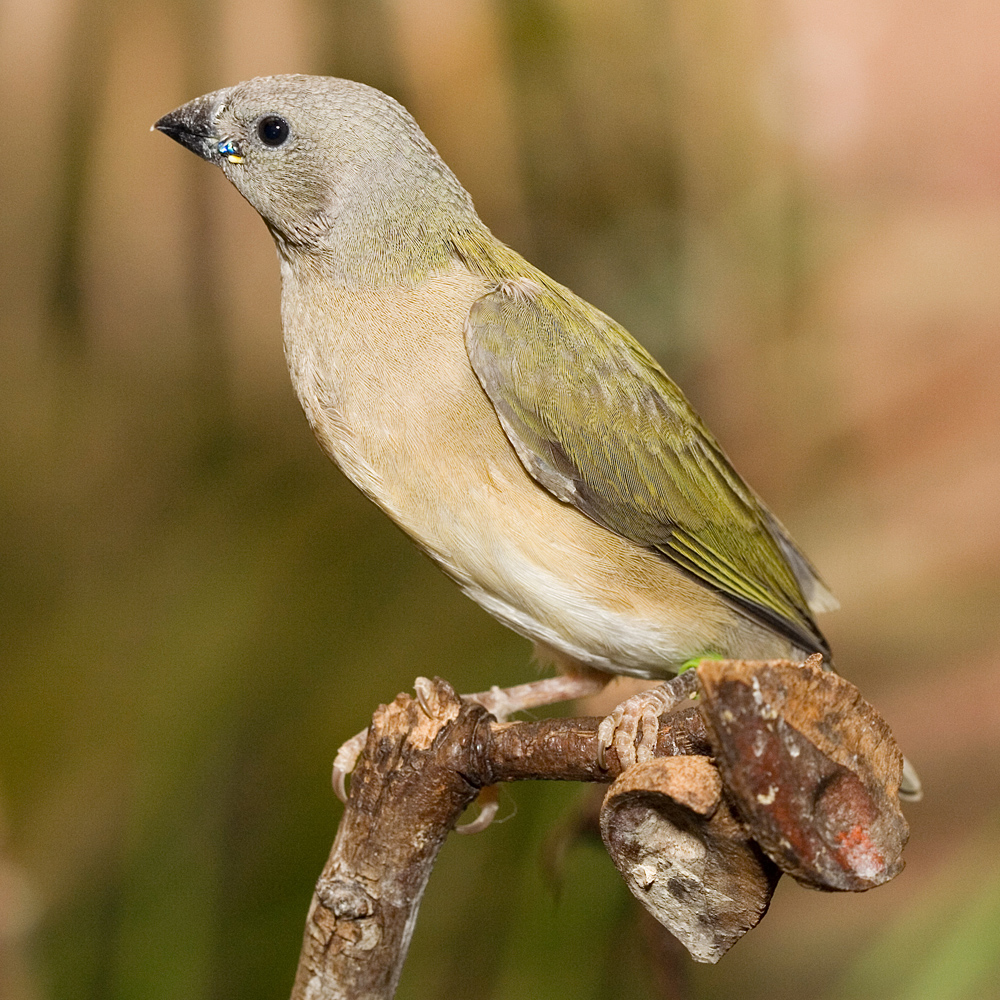
con non 1 ngày tuổi